# Zapear
Zapear ou zapping é o ato de mudar rápida e repetidamente de canal de televisão ou frequência de rádio, de forma a encontrar algo interessante para ver ou ouvir, geralmente através de um controle remoto.
Blattmann e Fragoso  mencionam "por meio do ziguezague, ao clicar o mouse é possível descobrir, conhecer, revelar e disseminar a informação em suas variadas facetas. A esse movimento de relacionar, interagir e aprender damos o nome de zapear - um novo olhar que traz sentidos diferenciados para o uso da informação."
O termo talvez tenha se originado da onomatopeia zap!, que remete a algo feito rapidamente, tal qual o zapear constante de algumas pessoas (segundo o senso comum, homens praticam mais o zapear que as mulheres) que não simplesmente o fazem por não achar nada que agrade na programação televisiva ou simplesmente por hábito.
Etimologicamente, o zapear pode também ser demonstração de angústia, desatenção, hiperatividade, tique ou mania.